# Clara Bonde
Clara Christina Eleonora Bonde af Björnö, född Rålamb 1 juli 1806 i Jakob och Johannes församling, Stockholms stad, död 12 januari 1899 i Hedvig Eleonora församling, Stockholms stad, var en svensk hovfunktionär och tecknare. Hon var statsfru hos drottning Desideria 1836–1861.

## Biografi
Clara Bondes föräldrar var överhovstallmästaren friherre Claes Rålamb och före detta hovfröken Ulrika Eleonora von Düben. Hon var 1823–1828 hovfröken hos drottning Desideria och ingick då i hennes första hovstat som drottning. Hon beskrivs som gladlynt och spirituell och ska ha varit en ledande gestalt vid Karl XIV Johans hov. Enligt uppgift spelade hon en viss roll, eftersom hon med sin goda franska och sitt sätt kunde lugna kungens temperament och därför brukade få uppgiften att framföra nyheter till honom.
Clara Bonde gifte sig 16 december 1828 med greve Gustaf Ulf Bonde af Björnö och bosatte sig i Stockholm, men tillbringade även mycket tid på Hässelby slott. Hennes bröllop 1828 beskrivs som det sista så kallade stora hovbröllopet med tillhörande fackeldans och resa i drottningens sjuglasvagn.
År 1836 återvände hon till hovet då hon utnämndes till statsfru. Hon beskrivs som kungafamiljens personliga vän: Desideria ska ha kallat henne Ma cherie Claire och rättat sig efter hennes råd, och kronprinsparet Oscar och Josefina ska ha kallat henne tant Clara och Slottets bästa tomte. Brevväxlingen mellan henne och kungafamiljens medlemmar finns bevarad.
Efter makens död 1855 ska hon under en övergångsperiod ha fått ansvaret för flera fideikommisser. 
Clara Bonde finns representerad vid Nationalmuseum i Stockholm